# سیارک ۵۰۶۹
سیارک ۵۰۶۹ (به انگلیسی: 5069 Tokeidai، نامگذاری:1991QB) پنج هزار و شصت و نهمین سیارک کشف شده‌است که در ۱۶ اوت ۱۹۹۱ کشف شد.
قدر مطلق سیارک برابر ۱۳٫۲۰ است.